# Jean Lecanuet
Jean Adrien François Lecanuet (Ruan, 4 de marzo de 1920 - Neuilly-sur-Seine, 22 de febrero de 1993) fue un político francés que ocupó varias carteras ministeriales en los Gobiernos franceses.

## Biografía
Nacido en una familia modesta, se orienta inicialmente al estudio de la Literatura. Diplomado en Estudios Superiores de Letras, en 1942, a los 22 años de edad, se convierte en el profesor agregado de Filosofía más joven de toda Francia. Es destinado como profesor de Filosofía primero a Douai y luego a Lille. 
Desde 1943, mientras trabaja como profesor durante el día, participa en la Resistencia durante la Segunda Guerra Mundial, pasando luego a la clandestinidad. En agosto de 1944, es detenido junto con el resto del comando de resistentes que acababa de hacer saltar la vía férrea entre Lille y Bruselas, aunque logra escapar con la complicidad de un polaco alistado forzado en el ejército alemán.
Tras la Liberación, se convierte en inspector general en el Ministerio de la Información.
Durante la IV República Francesa, es varias veces director del Gabinete de varios ministros del MRP (Mouvement Républicain Populaire), en los Ministerios de Información, Marina Mercante, Economía, Interior o Finanzas (11 cargos en 10 años).
Presidente del MRP entre 1963 y 1965, en este último año se convierte en candidato a la Presidencia de la República, con el apoyo de Paul Reynaud). Su candidatura contribuye a obligar al general Charles de Gaulle a acudir a la segunda vuelta, ya que obtiene 3.777.120 votos (el 15,6%).
En 1966, funda el Centro Democrático, una empresa difícil ya que el sistema electoral favorece la bipolarización. Por ello, en 1972 funda el Mouvement Réformateur junto a Jean-Jacques Servan-Schreiber.
Negocia con Pierre Messmer los acuerdos para desistir en varios distritos en favor de candidatos del otro partido, lo que permite alcanzar la mayoría en las elecciones de 1973.
Participa activamente en la campaña electoral de 1974 en favor de Valéry Giscard d'Estaing, convirtiéndose en presidente de la UDF (Union pour la Démocratie Française) entre 1978 y 1988. Bajo su presidencia, la UDF se convierte en un partido fuerte, bien implantado localmente, europeísta y reivindicatorio de una política liberal moderada.
Jean Lecanuet es inhumado en Saint-Martin-de-Boscherville.

## Cargos gubernamentales
- Secretario de Estado para las Relaciones con los Estados Asociados en el segundo Gobierno de Edgar Faure (del 20 de octubre de 1955 al 1 de febrero de 1956).
- Ministro de Justicia en el primer Gobierno de Jacques Chirac (del 28 de mayo de 1974 al 12 de enero de 1976).
- Ministro de Estado y ministro de Justicia en el primer Gobierno de Jacques Chirac (del 12 de enero al 27 de agosto de 1976).
- Ministro de Estado encargado del Planeamiento y Acondicionamiento del Territorio en el primer Gobierno de Raymond Barre (del 27 de agosto de 1976 al 30 de marzo de 1977).

## Otras funciones ejecutivas
- Diputado por el MRP en el departamento de Seine-Inférieure, de 1951 a 1955.
- Miembro del Consejo de Estado en 1956.
- Senador centrista por Seine-Maritime, de 1959 a 1973.
- Alcalde de Ruan, de 1968 hasta su fallecimiento.
- Diputado por Seine-Maritime en 1973.
- Diputado en el Parlamento europeo de 1979 a 1988.
- Senador por Seine-Maritime, de 1979 à 1988, siendo elegido presidente de la Comisión de Asuntos Exteriores y de las Fuerzas Armadas, cargo que ya había ejercido entre 1971 y 1973.

## Homenajes
Un colegio de la ciudad de Ruan lleva su nombre.

## Biografías
- Chaline (Nadine-Josette), Jean Lecanuet, Beauchesne, Paris, 2000.
- Priol (Philippe), Jean Lecanuet, le vol de l’albatros, Maître Jacques, Caen, 2001.

| Precedido por: Jean Taittinger | Ministro de Justicia 1974–1976                               | Sucedido por: Olivier Guichard         |
| Precedido por: -               | Presidente de la Unión para la Democracia Francesa 1950–1951 | Sucedido por: Valéry Giscard d'Estaing |